# Csengery József
Csengery József (Vily, 1796. február 19. – Sárospatak, 1850. augusztus 18.) tanár.

## Élete
Tanult Sárospatakon és 1812. július 16. az akadémikus ifjak közé iratott; 1818-ban a német nyelv tanulása végett a Szepességre ment; 1824 júliusában a világtörténet, oklevéltan és latin irodalom tanárául választották; egy évet Bécsben töltött, mire 1825. szeptember 17. elfoglalta tanári székét Sárospatakon.

## Művei
- Halotti beszéd arról, kinek neve marad fel e földön örökre. Sárospatak, 1832. (Kézy Mózes felett 1831. decz. 4. Zsarnay Lajos beszédével együtt.)
- Az egyetemes történettudomány vázlata. Sárospatak, 1843.
- Irt latin nyelven diplomatikát is, melyet Ormós László fordított le magyarra 1832-ben és jegyzetekkel kisért.
- Történeti dolgozata Báthory Zsófiáról megjelent a Felső Magyarországi Minervában (1831.)